# Marcos Gómez
Marcos Ezequiel Gómez Paredes (Asunción, 10 novembre 2001) è un calciatore paraguaiano, centrocampista del Olimpia.

## Caratteristiche tecniche
Inizialmente centravanti, nelle giovanili dell'Olimpia è stato arretrato a centrocampista difensivo.

## Carriera

### Club
Gómez è cresciuto nel settore giovanile del Olimpia, con cui ha debuttato il 23 maggio 2021 nell'incontro di División Profesional vinto 4-1 contro lo Sp. Luqueño. La stagione seguente è stato definitivamente promosso ed è diventato un punto fermo nel centrocampo del club bianconero. Ha segnato il suo primo gol il 27 ottobre 2022 nel successo per 6-1 contro il Resistencia.

### Nazionale
Ha giocato nella nazionale paraguaiana Under-23.
Nel 2024 ha partecipato ai Giochi Olimpici.

## Statistiche

### Presenze e reti nei club
Statistiche aggiornate al 19 luglio 2024.
| Stagione        | Squadra         | Campionato      | Campionato | Campionato | Coppe nazionali | Coppe nazionali | Coppe nazionali | Coppe continentali | Coppe continentali | Coppe continentali | Altre coppe | Altre coppe | Altre coppe | Totale | Totale | Totale |
| Stagione        | Squadra         | Comp            | Pres       | Reti       | Comp            | Pres            | Reti            | Comp               | Pres               | Reti               | Comp        | Pres        | Reti        | Pres   | Reti   |        |
| --------------- | --------------- | --------------- | ---------- | ---------- | --------------- | --------------- | --------------- | ------------------ | ------------------ | ------------------ | ----------- | ----------- | ----------- | ------ | ------ | ------ |
| 2021            | Olimpia         | PD              | 1          | 0          | CP              | 0               | 0               | CL                 | 0                  | 0                  | SP          | 0           | 0           | 1      | 0      |        |
| 2022            | Olimpia         | PD              | 34         | 1          | CP              | 0               | 0               | CL+CS              | 10+1               | 0                  | SP          | 1           | 0           | 46     | 1      |        |
| 2023            | Olimpia         | PD              | 33         | 0          | CP              | 1               | 0               | CL                 | 9                  | 0                  |             | -           | -           | 43     | 0      |        |
| 2024            | Olimpia         | PD              | 11         | 0          | CP              | 0               | 0               | CS                 | 0                  | 0                  |             | -           | -           | 11     | 0      |        |
| Totale carriera | Totale carriera | Totale carriera | 79         | 1          |                 | 1               | 0               |                    | 20                 | 0                  |             | 1           | 0           | 101    | 1      |        |

## Palmarès

### Club

#### Competizioni nazionali
- Campionato paraguaiano: 1

Club Olimpia: 2022 (Clausura)